# 박창근 (e스포츠인)
박창근(1989년 12월 1일 ~ )은 대한민국의 프로게임단 코치이며 2018년부터 현재까지 서울 다이너스티의 감독직을 수행하고 있다.